# Kazimierz Szałajko
Kazimierz Szałajko (ur. 30 sierpnia 1912 we Lwowie, zm. 31 sierpnia 2003) – polski matematyk związany z lwowską szkołą matematyczną.

## Życiorys
W 1937 ukończył studia na Uniwersytecie Jana Kazimierza we Lwowie. W latach 1935–1939 pracował pod kierunkiem Stefana Banacha na Uniwersytecie Jana Kazimierza, a następnie na Politechnice Lwowskiej pod kierunkiem Antoniego Łomnickiego. W tym samym czasie pełnił rolę sekretarza czasopisma Studia Mathematica. W czasie wojny zorganizował i prowadził tajne nauczanie na terenie Lwowa i Brzozowa. W 1946 roku wraz z rodziną zamieszkał w Gliwicach. Z Politechniką Śląską związany był od roku 1946 aż do chwili przejścia na emeryturę w roku 1982. W 1969 rozpoczął pracę na stanowisku docenta na nowo powstałym Wydziale Matematyczno-Fizycznym (obecny Wydział Matematyki Stosowanej). W latach 1978–1982 był dyrektorem Instytutu Matematyki na tym wydziale. Od roku 1971 pełnił rolę kierownika Zakładu Metod Statystycznych.
Był członkiem Polskiego Towarzystwa Matematycznego i jednym z założycieli Oddziału Gliwickiego tego towarzystwa, później przemianowanego na Górnośląski Oddział PTM. Został odznaczony Złotym Krzyżem Zasługi, Krzyżem Kawalerskim Orderu Odrodzenia Polski, Medalem Komisji Edukacji Narodowej i odznaczeniami uczelnianymi.